# Élections législatives de 1973 dans les Alpes-Maritimes
Les élections législatives françaises de 1973 se déroulent les 4 et 11 mars 1973.  Dans le département des Alpes-Maritimes, six députés sont à élire dans le cadre de six circonscriptions.

## Élus
| Circonscription | Député sortant            | Parti | Parti | Député élu ou réélu     | Parti | Parti         |
| --------------- | ------------------------- | ----- | ----- | ----------------------- | ----- | ------------- |
| 1re             | Virgile Barel             |       | PCF   | Virgile Barel           |       | PCF           |
| 2e              | Jacques Médecin           |       | CD    | Jacques Médecin         |       | CR            |
| 3e              | Fernand Icart             |       | RI    | Fernand Icart           |       | RI            |
| 4e              | Emmanuel Aubert           |       | UDR   | Emmanuel Aubert         |       | UDR           |
| 5e              | Olivier Giscard d'Estaing |       | RI    | Bernard Cornut-Gentille |       | Divers gauche |
| 6e              | Louis Noilou              |       | UDR   | Pierre Sauvaigo         |       | UDR           |

## Résultats

### Résultats à l'échelle du département
| Parti          | Parti                                   | Premier tour | Premier tour | Second tour | Second tour | Sièges |
| Parti          | Parti                                   | Voix         | %            | Voix        | %           | Sièges |
| -------------- | --------------------------------------- | ------------ | ------------ | ----------- | ----------- | ------ |
|                | Union des démocrates pour la République | 68 350       | 18,64        | 119 044     | 32,98       | 2      |
|                | Républicains indépendants               | 41 560       | 11,33        | 30 882      | 8,56        | 1      |
|                | Centre démocratie et progrès            | 13 279       | 3,62         |             |             | 0      |
|                | Divers droite                           | 4 494        | 1,23         | 0           |             |        |
|                | Union des républicains de progrès       | 127 683      | 34,81        | 149 926     | 41,54       | 3      |
|                |                                         |              |              |             |             |        |
|                | Parti communiste français               | 94 199       | 25,68        | 137 739     | 38,16       | 1      |
|                | Parti socialiste                        | 39 951       | 10,89        |             |             | 0      |
|                | Parti socialiste unifié                 | 3 120        | 0,85         | 0           |             |        |
|                | Union de la gauche                      | 137 270      | 37,43        | 137 739     | 38,16       | 1      |
|                |                                         |              |              |             |             |        |
|                | Mouvement réformateur (dont CD et CR)   | 68 883       | 18,78        | 39 818      | 11,03       | 1      |
|                | Divers gauche                           | 20 548       | 5,60         | 33 471      | 9,27        | 1      |
|                | Front national                          | 7 845        | 2,14         |             |             | 0      |
|                | Extrême gauche                          | 2 159        | 0,59         | 0           |             |        |
|                | Centre national des indépendants        | 1 317        | 0,36         | 0           |             |        |
|                | Sans étiquette                          | 1 073        | 0,29         | 0           |             |        |
|                |                                         |              |              |             |             |        |
| Inscrits       | Inscrits                                | 462 010      | 100,00       | 461 993     | 100,00      | 6      |
| Abstentions    | Abstentions                             | 86 371       | 18,69        | 83 918      | 18,16       |        |
| Votants        | Votants                                 | 375 639      | 81,31        | 378 075     | 81,84       |        |
| Blancs et nuls | Blancs et nuls                          | 8 861        | 2,36         | 17 121      | 4,53        |        |
| Exprimés       | Exprimés                                | 366 778      | 97,64        | 360 954     | 95,47       |        |

### Résultats par circonscription

#### Première circonscription (Nice-I)
| Candidat           | Candidat                    | Parti               | Premier tour | Premier tour | Second tour | Second tour |  |
| Candidat           | Candidat                    | Parti               | Voix         | %            | Voix        | %           |  |
| ------------------ | --------------------------- | ------------------- | ------------ | ------------ | ----------- | ----------- |  |
|                    | Virgile Barel sortant réélu | PCF                 | 17 059       | 36,73        | 23 233      | 51,11       |  |
|                    | Joseph Robaut               | UDR (URP)           | 8 736        | 18,81        | 22 224      | 48,89       |  |
|                    | Jean-Marie Ravetta          | MR (CD)             | 6 348        | 13,67        | Retrait     | Retrait     |  |
|                    | Jacques Toussaint           | RI                  | 5 415        | 11,66        |             |             |  |
|                    | Gilbert Accolla             | PS (UGSD)           | 3 949        | 8,50         |             |             |  |
|                    | Paul Ricolfi                | Divers droite       | 1 891        | 4,07         |             |             |  |
|                    | Thierry Guillot-Sestier     | FN                  | 1 253        | 2,70         |             |             |  |
|                    | Marcel Panizzoli            | Divers droite (MSP) | 1 251        | 2,69         |             |             |  |
|                    | Maurice Laure               | LO                  | 539          | 1,16         |             |             |  |
|                    |                             |                     |              |              |             |             |  |
| Inscrits           | Inscrits                    | Inscrits            | 57 759       | 100,00       | 57 767      | 100,00      |  |
| Abstentions        | Abstentions                 | Abstentions         | 9 884        | 17,11        | 9 851       | 17,05       |  |
| Votants            | Votants                     | Votants             | 47 875       | 82,89        | 47 916      | 82,95       |  |
| Blancs et nuls     | Blancs et nuls              | Blancs et nuls      | 1 434        | 3            | 2 459       | 5,13        |  |
| Exprimés           | Exprimés                    | Exprimés            | 46 441       | 97           | 45 457      | 94,87       |  |
| Source : Data.gouv |                             |                     |              |              |             |             |  |

#### Deuxième circonscription (Nice-II)
| Candidat           | Candidat                      | Parti          | Premier tour | Premier tour | Second tour | Second tour |  |
| Candidat           | Candidat                      | Parti          | Voix         | %            | Voix        | %           |  |
| ------------------ | ----------------------------- | -------------- | ------------ | ------------ | ----------- | ----------- |  |
|                    | Jacques Médecin sortant réélu | CR (MR)        | 20 378       | 34,92        | 33 406      | 62,13       |  |
|                    | Jean-Claude Dischamps         | RI (URP)       | 15 949       | 27,33        | 82          | 0,15        |  |
|                    | Louis Broch                   | PCF            | 10 053       | 17,23        | 20 276      | 37,71       |  |
|                    | Jacques Randon                | PS (UGSD)      | 8 190        | 14,03        | Retrait     | Retrait     |  |
|                    | Christian Dufour              | FN             | 2 172        | 3,72         |             |             |  |
|                    | Jean-François Godchau         | LC             | 1 620        | 2,78         |             |             |  |
|                    |                               |                |              |              |             |             |  |
| Inscrits           | Inscrits                      | Inscrits       | 72 286       | 100,00       | 72 286      | 100,00      |  |
| Abstentions        | Abstentions                   | Abstentions    | 12 699       | 17,57        | 14 404      | 19,93       |  |
| Votants            | Votants                       | Votants        | 59 587       | 82,43        | 57 882      | 80,07       |  |
| Blancs et nuls     | Blancs et nuls                | Blancs et nuls | 1 225        | 2,06         | 4 118       | 7,11        |  |
| Exprimés           | Exprimés                      | Exprimés       | 58 362       | 97,94        | 53 764      | 92,89       |  |
| Source : Data.gouv |                               |                |              |              |             |             |  |

#### Troisième circonscription (Nice-III - Puget-Théniers)
| Candidat           | Candidat                    | Parti               | Premier tour | Premier tour | Second tour | Second tour |  |
| Candidat           | Candidat                    | Parti               | Voix         | %            | Voix        | %           |  |
| ------------------ | --------------------------- | ------------------- | ------------ | ------------ | ----------- | ----------- |  |
|                    | Fernand Icart sortant réélu | RI (URP)            | 20 196       | 32,58        | 30 800      | 48,50       |  |
|                    | Virgile Pasquetti           | PCF                 | 17 015       | 27,45        | 26 293      | 41,40       |  |
|                    | Henri Roubault              | MR                  | 12 838       | 20,71        | 6 412       | 10,09       |  |
|                    | Jean Hancy                  | PS (UGSD)           | 10 588       | 17,08        | Retrait     | Retrait     |  |
|                    | Jean Waïss                  | Divers droite (MSP) | 1 352        | 2,18         |             |             |  |
|                    |                             |                     |              |              |             |             |  |
| Inscrits           | Inscrits                    | Inscrits            | 78 755       | 100,00       | 78 756      | 100,00      |  |
| Abstentions        | Abstentions                 | Abstentions         | 15 211       | 19,31        | 13 752      | 17,46       |  |
| Votants            | Votants                     | Votants             | 63 544       | 80,69        | 65 004      | 82,54       |  |
| Blancs et nuls     | Blancs et nuls              | Blancs et nuls      | 1 555        | 2,45         | 1 499       | 2,31        |  |
| Exprimés           | Exprimés                    | Exprimés            | 61 989       | 97,55        | 63 505      | 97,69       |  |
| Source : Data.gouv |                             |                     |              |              |             |             |  |

#### Quatrième circonscription (Menton)
| Candidat           | Candidat                      | Parti          | Premier tour | Premier tour | Second tour | Second tour |  |
| Candidat           | Candidat                      | Parti          | Voix         | %            | Voix        | %           |  |
| ------------------ | ----------------------------- | -------------- | ------------ | ------------ | ----------- | ----------- |  |
|                    | Emmanuel Aubert sortant réélu | UDR (URP)      | 18 876       | 34,44        | 28 798      | 52,41       |  |
|                    | André Vanco                   | PCF            | 18 801       | 34,30        | 26 146      | 47,59       |  |
|                    | Edmond Renaud                 | MR (Centriste) | 10 664       | 19,46        | Retrait     | Retrait     |  |
|                    | Paul Chomicki                 | PS (UGSD)      | 5 393        | 9,84         |             |             |  |
|                    | Jean-Marie Amblard            | Sans étiquette | 554          | 1,01         |             |             |  |
|                    | Alfred Goron                  | Sans étiquette | 519          | 0,95         |             |             |  |
|                    |                               |                |              |              |             |             |  |
| Inscrits           | Inscrits                      | Inscrits       | 69 098       | 100,00       | 69 087      | 100,00      |  |
| Abstentions        | Abstentions                   | Abstentions    | 12 875       | 18,63        | 11 612      | 16,81       |  |
| Votants            | Votants                       | Votants        | 56 223       | 81,37        | 57 475      | 83,19       |  |
| Blancs et nuls     | Blancs et nuls                | Blancs et nuls | 1 416        | 2,52         | 2 531       | 4,4         |  |
| Exprimés           | Exprimés                      | Exprimés       | 54 807       | 97,48        | 54 944      | 95,6        |  |
| Source : Data.gouv |                               |                |              |              |             |             |  |

#### Cinquième circonscription (Cannes - Antibes)
| Candidat           | Candidat                    | Parti          | Premier tour | Premier tour | Second tour | Second tour |  |
| Candidat           | Candidat                    | Parti          | Voix         | %            | Voix        | %           |  |
| ------------------ | --------------------------- | -------------- | ------------ | ------------ | ----------- | ----------- |  |
|                    | Bernard Cornut-Gentille élu | Divers gauche  | 20 548       | 29,60        | 33 471      | 47,49       |  |
|                    | Pierre Pasquini             | UDR (URP)      | 19 687       | 28,36        | 27 412      | 38,89       |  |
|                    | Georges Girard              | PCF            | 14 354       | 20,67        | 9 595       | 13,61       |  |
|                    | Paul Bernard                | MR             | 9 481        | 13,66        | Retrait     | Retrait     |  |
|                    | Jacques-Pierre Bernard      | PSU            | 3 120        | 4,49         |             |             |  |
|                    | Robert Jobin                | FN             | 2 239        | 3,22         |             |             |  |
|                    |                             |                |              |              |             |             |  |
| Inscrits           | Inscrits                    | Inscrits       | 86 691       | 100,00       | 86 696      | 100,00      |  |
| Abstentions        | Abstentions                 | Abstentions    | 15 863       | 18,3         | 14 808      | 17,08       |  |
| Votants            | Votants                     | Votants        | 70 828       | 81,7         | 71 888      | 82,92       |  |
| Blancs et nuls     | Blancs et nuls              | Blancs et nuls | 1 399        | 1,98         | 1 410       | 1,96        |  |
| Exprimés           | Exprimés                    | Exprimés       | 69 429       | 98,02        | 70 478      | 98,04       |  |
| Source : Data.gouv |                             |                |              |              |             |             |  |

#### Sixième circonscription (Grasse)
| Candidat           | Candidat            | Parti          | Premier tour | Premier tour | Second tour | Second tour |  |
| Candidat           | Candidat            | Parti          | Voix         | %            | Voix        | %           |  |
| ------------------ | ------------------- | -------------- | ------------ | ------------ | ----------- | ----------- |  |
|                    | Pierre Sauvaigo élu | UDR (URP)      | 21 051       | 27,79        | 40 610      | 55,78       |  |
|                    | Romain Maurel       | PCF            | 16 917       | 22,33        | 32 196      | 44,22       |  |
|                    | Hervé de Fontmichel | CDP            | 13 279       | 17,53        | Retrait     | Retrait     |  |
|                    | Michel Deberdt      | PS (UGSD)      | 11 831       | 15,62        | Retrait     | Retrait     |  |
|                    | René Albert         | MR             | 9 174        | 12,11        |             |             |  |
|                    | François Besland    | FN             | 2 181        | 2,88         |             |             |  |
|                    | Jacques Bixio       | CNI            | 1 317        | 1,74         |             |             |  |
|                    |                     |                |              |              |             |             |  |
| Inscrits           | Inscrits            | Inscrits       | 97 421       | 100,00       | 97 401      | 100,00      |  |
| Abstentions        | Abstentions         | Abstentions    | 19 839       | 20,36        | 19 491      | 20,01       |  |
| Votants            | Votants             | Votants        | 77 582       | 79,64        | 77 910      | 79,99       |  |
| Blancs et nuls     | Blancs et nuls      | Blancs et nuls | 1 832        | 2,36         | 5 104       | 6,55        |  |
| Exprimés           | Exprimés            | Exprimés       | 75 750       | 97,64        | 72 806      | 93,45       |  |
| Source : Data.gouv |                     |                |              |              |             |             |  |